# Chlamydotis
Chlamydotis – rodzaj ptaków z rodziny dropi (Otididae).

## Zasięg występowania
Rodzaj obejmuje gatunki występujące w Afryce i Azji.

## Morfologia
Długość ciała samców 65–75 cm, samic 55–65 cm; masa ciała samców 1800–3200 g, samic 1200–1700 g.

## Systematyka

### Etymologia
- Chlamydotis: gr. χλαμυς khlamus, χλαμυδος khlamudos „peleryna jeźdźca z ciężarkami wszytymi na rogach”; ωτις ōtis, ωτιδος ōtidos „drop”; w aluzji do czarno-białych piór na szyi samca hubary saharyjskiej[5].
- Lophorhipis: gr. λοφος lophos „czub”; ῥιπις rhipis, ῥιπιδος rhipidos „wachlarz”, od ῥιψ rhips, ῥιπος rhipos „plecionka”[6]. Gatunek typowy: Otis houbara J.F. Gmelin, 1789 (= Psophia undulata Jacquin, 1784).

### Podział systematyczny
Do rodzaju należą następujące gatunki:
- Chlamydotis undulata (von Jacquin, 1784) – hubara saharyjska
- Chlamydotis macqueenii (J.E. Gray, 1832) – hubara arabska